# Три Святителі (лінійний корабель, 1838)
«Три Святителі» (рос. «Три Святителя») — 120-гарматний вітрильний лінійний корабель Чорноморського флоту Російської імперії. Учасник Сінопської битви 18 листопада 1853 року. Названий на честь трьох православних святителів: Василія Великого, Григорія Богослова і Івана Золотоустого.

## Опис

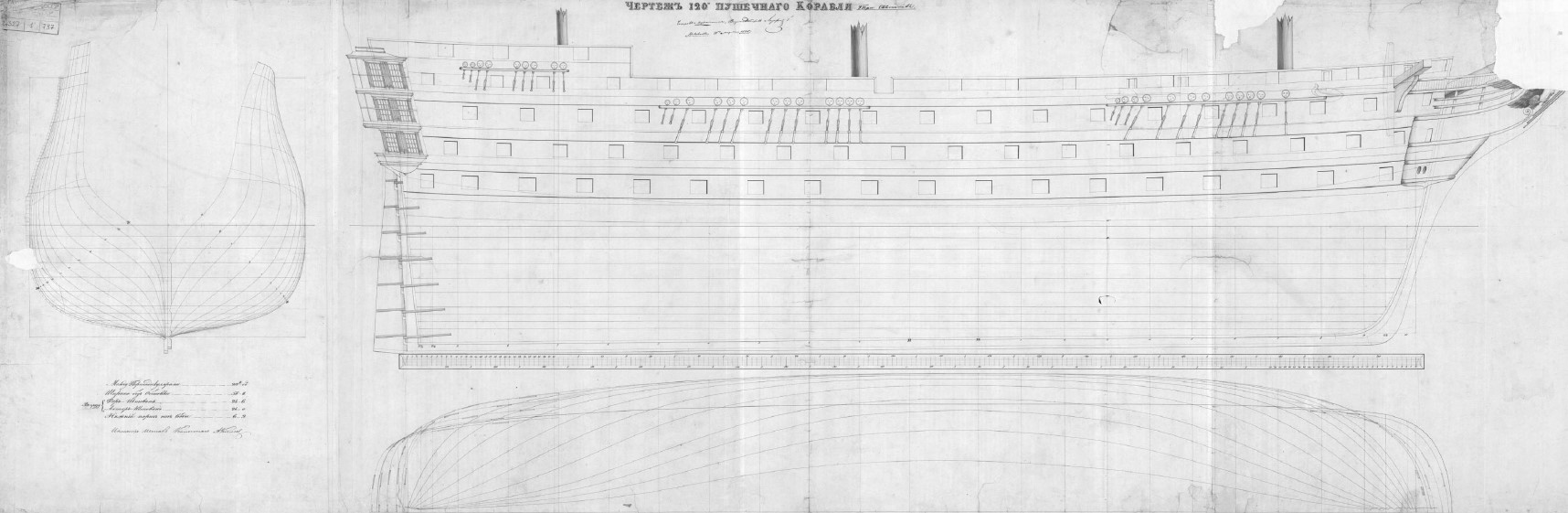
Теоретичне креслення корабля «Три Святителі»

Вітрильний 120-гарматний трипалубний лінійний корабель. Водотоннажність корабля становила 4700 тонн, довжина між перпендикулярами — 63,4 метра, довжина по гондеку — 64,2 метра, ширина — 17,3 метра, осадка — 7,7 метра.
«Три Святителі» був одним з дуже невеликої кількості російських лінійних кораблів, який мав круглу форму корми. Хоча така форма забезпечувала більшу міцність, особливо важливу при вогні ворожих кораблів, від неї згодом відмовилися і повернулися до традиційної «пласкої» форми.
Озброєння корабля в різні роки становило різну кількість гармат. Так, спочатку озброєння «Трьох Святителів» складалося з двадцяти восьми 36-фунтових довгоствольних гармат і чотирьох 1-пудових єдинорогів на нижній палубі. На середній палубі розміщувалися тридцять чотири 36-фунтові короткоствольні гармати, на верхній — ще тридцять чотири 36-фунтові гармати. На додачу ще двадцять чотири 24-фунтові гармати, дві 24-фунтові і шість 18-фунтових карронад знаходилися на баці і чвертьпалубі. На кормі розміщувалися дві 12-фунтові і дві 8-фунтові карронади.
У 1854 році склад батареї дещо змінився: з озброєння на баці і чвертьпалубі залишили тільки двадцять чотири 24-фунтові гармати, а на кормі — шість 18-фунтових гармат. Екіпаж корабля складав 980 осіб.

## Історія
Закладений у Миколаєві на стапелі Спаського адміралтейства 29 грудня 1835 року, головний будівник — інженер-полковник корпусу корабельних інженерів І. Д. Воробйов. Після спуску на воду 28 серпня 1838 року перейшов до Севастополя і увійшов до складу Чорноморського флоту Російської імперії.
Під час військової кампанії Російської імперії 1840—1843 років у складі ескадр кораблів Чорноморського флоту брав участь у практичних плаваннях у Чорному морі. У 1843 році, крім практичних плавань, з червня по серпень також перебував у складі 4-ї дивізії контрадмірала Ф. О. Юр'єва, яка здійснювала перевезення 13-ї піхотної дивізії з Севастополя до Одеси, а потім назад до Севастополя. 
У кампанії 1844, 1845, 1847 і 1849 років знову перебував у складі практичних ескадр у Чорному морі. Протягом 1851—1852 років перебував у Севастополі, де зазнав тимберування. Корабель планувалося вивести з експлуатації після завершення будівництва «Великого князя Костянтина» у 1852 році, але через чудовий стан «Три Святителі» зберегли та відремонтували. Водотоннажність після ремонту склала 4913 тонн.
Протягом 1852—1853 років корабель перебував у практичних плаваннях у Чорному морі, зокрема 10 серпня 1853 року брав участь у перегонах кораблів, а під час навчальної атаки флоту на Севастопольський рейд 12 серпня перебував на атакуючій стороні. У кампанію того ж 1853 року з 17 вересня по 2 жовтня у складі ескадри віцеадмірала П. С. Нахімова брав участь у перевезенні військ із Севастополя до Сухум-Кале. Так, на кораблі було перевезено 1369 солдатів і офіцерів Брестського полку 13-ї дивізії.

### Під час Кримської війни
Брав участь у Кримській війні. 29 жовтня 1853 року під прапором контрадмірала Ф. М. Новосильського в складі ескадри під загальним командуванням віцеадмірала В. О. Корнілова займався пошуками турецького флоту спочатку біля румелійського, а потім біля анатолійського берегів. Знайти ворожі судна не вдалося і ескадра, після передання частини кораблів 6 листопада до складу ескадри П. С. Нахімова, 11 листопада повернулася до Севастополя.
Наступного дня корабель знову вийшов у море вже у складі ескадри під загальним командуванням контрадмірала Ф. М. Новосильського. Ескадра вийшла з метою посилення ескадри П. С. Нахімова, яка на той момент блокувала турецький флот у Сінопі. Дорогою на кораблях «Селафиїл» і «Уриїл» почалося затікання води, що змусило їх покинути ескадру і повернутися до Севастополя. Через чотири дні, 16 листопада, ескадра Новосильського з кораблів «Три Святителі», «Великий князь Костянтин» і «Париж» приєдналася до ескадри Нахімова коло мису Пахіос, посиливши її вдвічі.
17 листопада 1853 року до ескадри приєднався фрегат «Кулевчі», що доставив Нахімову припис О. С. Меншикова за можливості щадити місто Сіноп, щоб не дати європейським країнам приводу до війни. Нахімов, побоюючись підходу до противника підкріплень, вирішив наступного дня розпочати бій.

#### Сінопська битва

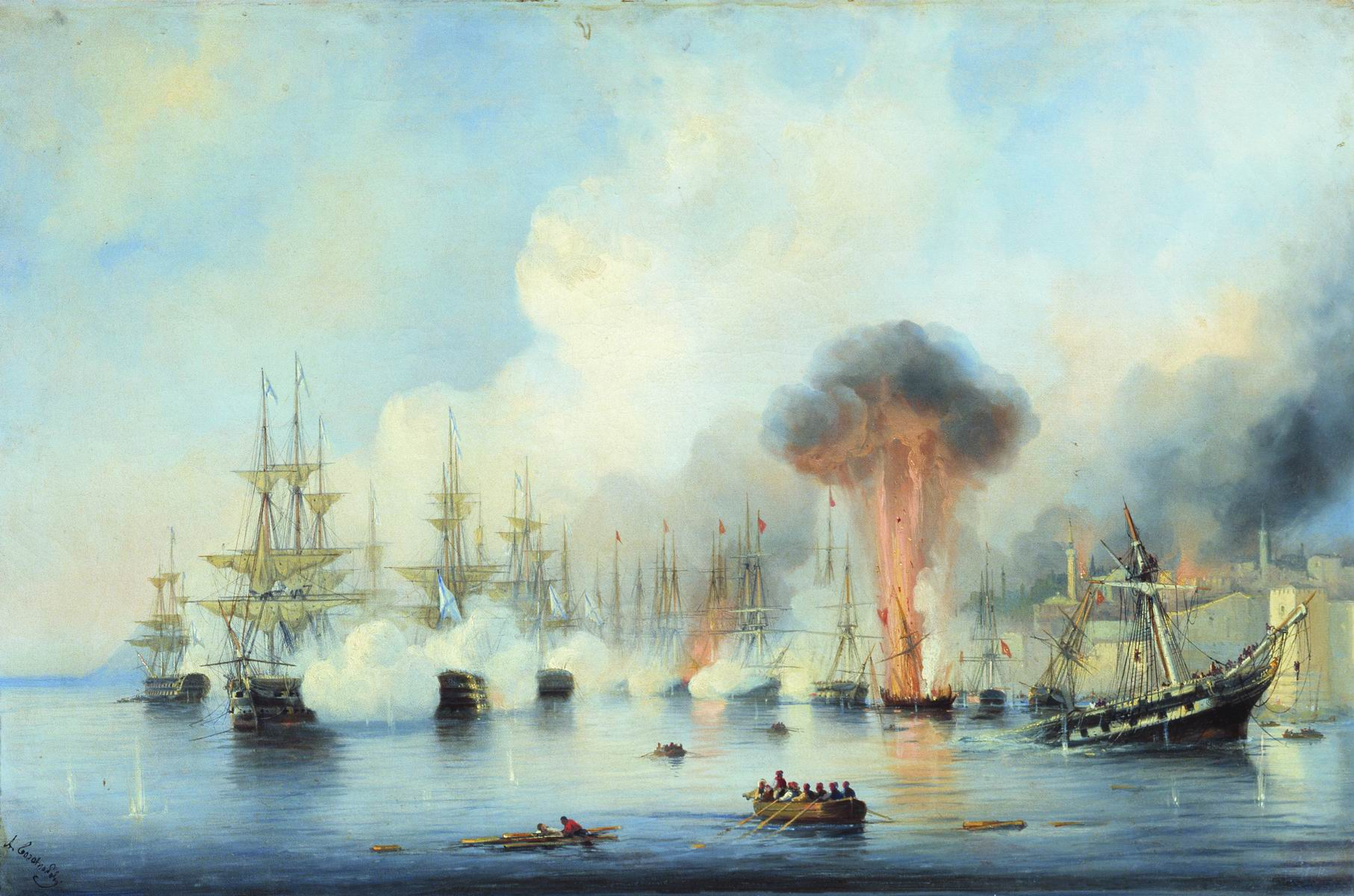
Сінопська битва 18 листопада 1853 року на картині О. П. Боголюбова, 1860 рік

Переночувавши за 10,5 миль на північний схід від Сінопського перешийка, російська ескадра вишикувалася у дві колони: праву вів Нахімов, ліву, до якої входив корабель «Три Святителі», вів Новосильський. Ставши на якір за 300 метрів від ворожих позицій, «Три Святителі», спільно з кораблем «Ростислав», відкрив вогонь по 54-гарматному фрегату «Каїді-Зефер», фрегату «Нізаміє» і гарматній батареї.
Незадовго після початку бою корабель отримав перші пошкодження: турецьким вогнем було перебито шпринг і «Три Святителі» розвернуло кормою до батареї. В такому положенні він зазнав поздовжнього обстрілу і сильно постраждав. Корабель міг відстрілюватися тільки половиною свого озброєння, передні гармати встали проти корабля «Париж», інші через розворот корабля вийшли з кута обстрілу цілі.
Щоб розвернути корабель, екіпаж на баркасі протягом п'ятнадцяти хвилин під вогнем завів новий верп, і «Три Святителі» вдалося розвернути і поставити на вихідну позицію, змусивши артилерійским вогнем фрегат «Каїді-Зефер» встати на мілину. Транспорт і шлюп, що стояли за ними, затонули, а кинутий командою фрегат згодом вибухнув.
За чотири години Сінопської битви корабель зробив 1923 постріли. Втрати екіпажу під час бою становили 8 осіб убитими і 18 пораненими, а сам корабель дістав 48 пробоїн корпусу, ушкодження корми, всіх щогл і бушприта.
За участь у битві командир корабля, капітан 1-го рангу К. С. Кутров, був нагороджений орденом Святого Володимира III ступеня з мечами та річним окладом платні, а мічман П. М. Варницький — орденом Святої Анни III ступеня з бантом та річним окладом платні, а 18 грудня 1853 року його було проведено в лейтенанти зі старшинством з 18 листопада.

#### Подальша доля
Після бою 22 листопада корабель прийшов до Севастополя, причому через отримані пошкодження частину шляху він перебував на буксирі у парового фрегата «Херсонес». У квітні наступного 1854 року був поставлений біля входу в Південну бухту.
Під час оборони Севастополя 11 вересня 1854 року корабель «Три Святителі» було затоплено біля входу на Севастопольський рейд з метою загородження входу ворожих суден на рейд. Для затоплення корабля в його днищі було прорубано отвори, проте він занурювався дуже повільно, у зв'язку з чим паровий фрегат «Громоносець» зробив кілька пострілів нижче ватерлінії, таким чином прискоривши його затоплення. Зрештою корабель затонув на глибині 18 метрів. Після війни під час розчищення Севастопольської бухти корпус корабля було підірвано.

## Командири
- Ф. М. Новосильський (1839—1848);
- К. С. Кутров (1850—1854).

## Увічнення пам'яті
- У квітні 2001 року в Україні було випущено поштові марки з лінійними кораблями «Три Святителі» і «Дванадцять Апостолів» з серії «Суднобудування в Україні»[14].